# Plectranthus barbatus

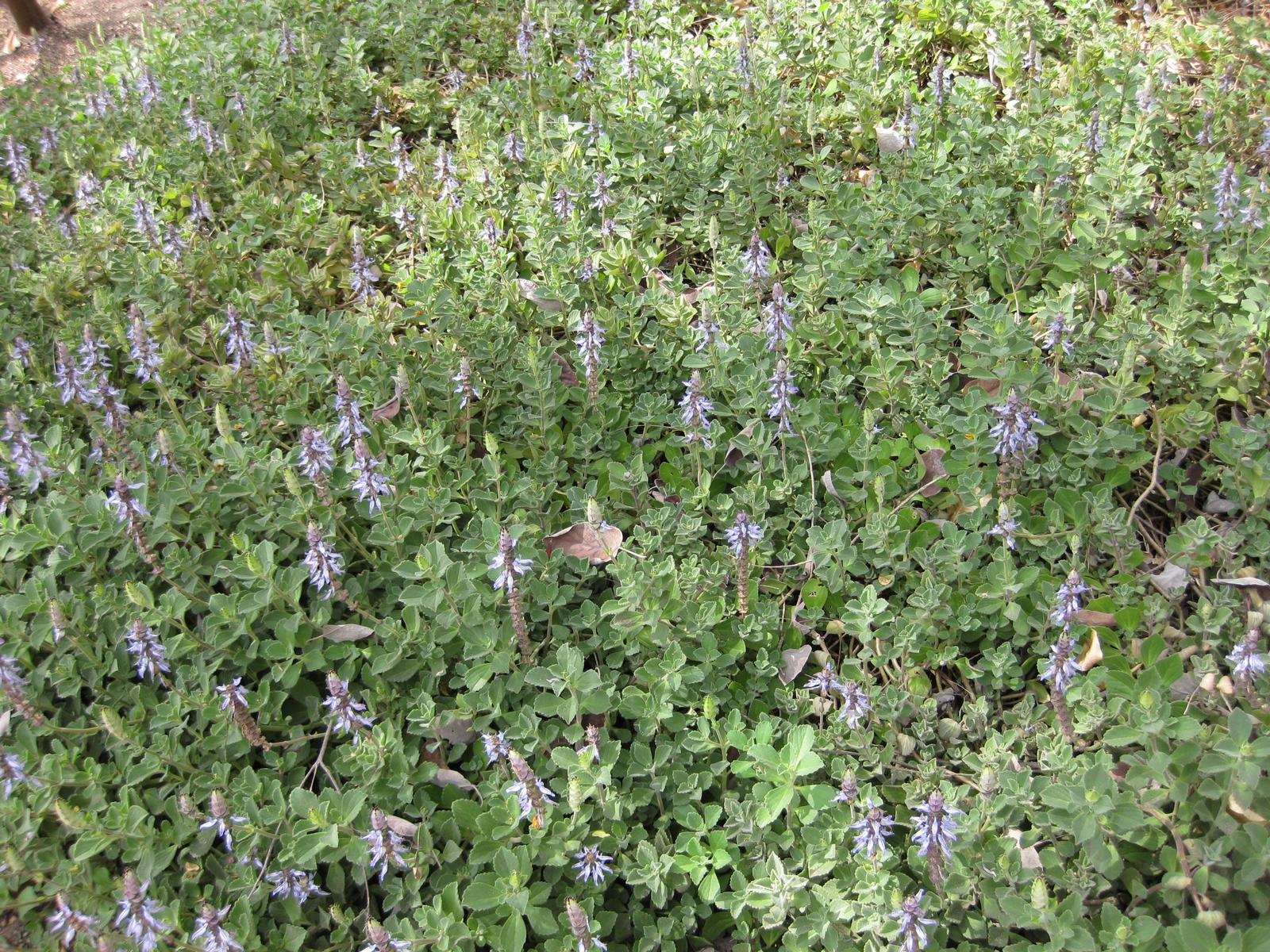
Plectranthus barbatus em flor.

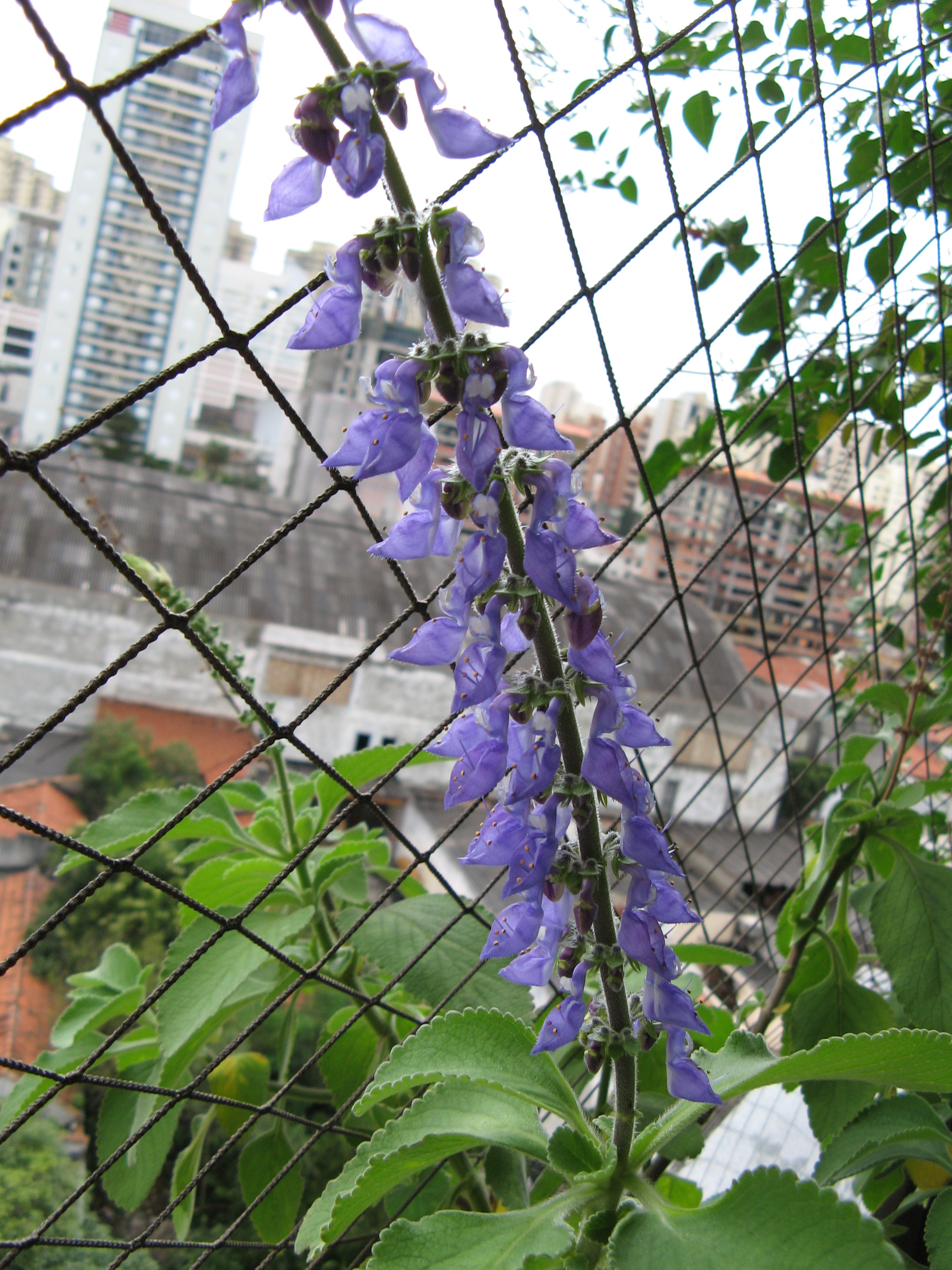
Inflorescência de Plectranthus barbatus.

Estrutura química da forskolina.

Plectranthus barbatus, conhecido pelo sinónimo taxonómico Coleus forskohlii e pelos nomes comuns de boldo-graúdo, boldo-da-terra, boldo-de-jardim, falso-boldo, boldo-brasileiro, alumã, boldo-peludo, boldo-veludo, boldo-do-reino e malva-santa, é uma espécie de arbustos perenes da família Lamiaceae (labíadas), originária da região Paleotropical (da África à Índia). A espécie é utilizada como planta ornamental nas regiões tropicais e subtropicais e como planta medicinal, sendo uma importante fonte de forskolina, um diterpeno com forte atividade biológica e usos farmacológicos, antiácido e hepatoprotetor.

## Descrição
Plectranthus barbatus, também conhecido pelo sinónimo Coleus forskohlii é uma planta perene tropical filogeneticamente muito próxima das espécies típicas de coleus, muito utilizada na medicina tradicional Hindu, das regiões tropicais da África, da China e do Brasil e com considerável interesse comercial e científico. A Plectranthus barbatus, assim como outras espécies do gênero Plectranthus já são utilizadas no sistema de saúde do sudeste africano e tanto lá, como no Brasil, muitos dos usos envolvem infusões e decocções preparadas a partir das folhas da planta. A espécie faz parte da Relação Nacional de Plantas Medicinais de Interesse ao SUS (Renisus, 2015), constituída de espécies vegetais com potencial de avançar nas etapas da cadeia produtiva e de gerar produtos de interesse do Ministério da Saúde do Brasil.
É uma planta perene que atinge de 1 a 2 metros de altura, formando um arbusto (microfanerófito) de hábito arredondado.
As folhas são aveludadas, simples, opostas, cruzadas, relativamente grandes, com margem serrilhada e nervuras perinérveas, ovaladas de ápice agudo e base atenuada, atingindo de 5 a 8 cm de comprimento, pecíolos com média de 2,5 cm.
Produz flores azuladas, agrupadas numa inflorescência do tipo racemo (cacho) que se desenvolve ao longo de uma ráquis aprumado com cerca de 25 cm de comprimento.
A área de distribuição natural de Plectranthus barbatus estende-se desde a África tropical pela Península Arábica até à Índia.

## Fitoquímica
As tisanas feitas com Plectranthus barbatus contém ácido rosmarínico e flavonóides glicuronídeos e diterpenoides. Os constituintes químicos de Plectranthus barbatus mostraram ter actividade biológica in vitro, tendo acção antioxidante e inibidora da acetilcolinesterase.

### Diterpenos
A maioria dos estudos fitoquímicos do gênero Plectranthus concentram seus esforços na prospecção de diterpernóides. Extratos etanólicos da Plectranthus barbatus contém dois grandes grupos de diterpernos: diterpenóides do abietano e diterpenóides da 8,13-epoxy-labd-14-en-11-ona. A grande maioria desses compostos teve presença documentada nas folhas e caules de plantas oriundas do Brasil e do Quênia, sendo que os diterpernóides e suas formas glicosiladas também foram relatados para extratos de folhas, raízes e da planta inteira em plantas crescidas na China e na Índia.
Forskolina, ou forscolina, cujo nome deriva do anterior nome binomial da espécie, Coleus forskohlii, é um importante constituinte de Plectranthus barbatus, a única fonte comercialmente significativa daquele composto, um diterpeno com forte bioactividade. A forskolina é utilizada em bioquímica e farmacologia como activador não específico das adenililciclases, enzimas amplificadoras que transformam ATP (adenosina trifosfato) em AMPc (adenosina monofosfato cíclico). O termo «forskolina» tem como base o nome de Peter Forsskål, epónimo de Coleus forskohlii.
Outras substâncias com atividade biológica incluem a barbatusina, ciclobutatusina16, 6β-Hidroxicarnosol17, barbatusol18, plectrina19, cariocal20, coleonon E, coleon F, plectrinona A, plectrinona B21, e 12,9(10→20)-abeo-abieta-8,11,13- trien-10β,11,12-triol22.

### Óleo Essencial
O óleo essencial da Plectranthus barbatus é composto majoritariamente por mono e sesquiterpernos. No Brasil, encontra-se grande proporção de α-pineno, eremofileno, mirceno, humulenona, β-cariofileno, β-o-cimeno, limoneno, nerolidol e farnesol. Num estudo da Plectranthus barbatus cultivada na Ruanda, encontraram-se 91 compostos no óleo essencial das folhas da planta, sendo os principais: aromadendrenol, borneol, acetato de α-fenchil, α-copaeno, gama-2-cadineno, óxido de cariofileno, t-cadinol, hidrato de calameneno e hidroxicalameneno. Em amostras tanto brasileiras como indianas das raízes submetidas à destilação por arraste a vapor, foram encontrados: β-o-cimeno, acetato de bornila, 3-decanona, α-santaleno, α-pineno, β-pineno, β-cariofileno, canfeno, sabineno, β-ionona, (E,E)-farnesol, α-cis-bergamoteno e gama-curcumeno. Adicionalmente, foi possível encontrar o diterpeno abietano no óleo essencial das raízes, algo que não era de se esperar devido à baixa volatilidade de diterpenos. Esses dados contribuem para mostrar que existe variabilidade tanto nos constituintes do óleo das raízes quando comparado às folhas, como entre plantas de continentes diferentes. Ainda que haja substâncias em comum (citar as subs em comum), o óleo parece ter grande variabilidade.

### Outros compostos
Outras substâncias encontradas durante pesquisas fitoquímicas do Plectranthus barbatus incluem monoterpenos glicosilados (cuminil-O-β-D-glicopiranosil-(1-2)-β-D-galactopiranosídeo), sesquiterpenos (α-cedrol  e 4β,7β,11-enantioeudesmantriol), triterpenos pentacíclicos (α-amirina , ácido colenólico, ácido miriântico , uvaol, ácido betúlico, ácido arjunico e arjugenina), tetraterpenos (dialdeído de crocetina), esteróis (endoperóxido de ergosterol, stigmasterol e β-sitosterol ), flavonoides (7-O-metilapigenina, 7-O-glucuronídeo de apigenina, e  7-O-glucuronídeo de luteolina), fenólicos (éter glicerico de guaiacol, ácido cafeico, ácido rosmarínico, coleosídeo B e colexanthona), alcanos de alto peso molecular e glicolipídeos(diacilglilcerol com monogalactosila, Diactilglicerol di-galactosiladol,triacilglicerol di-esterificado, diacilglicerol tetragalacosidado, e diacilglicerol sulfoquinovosidado).

## Sistemática
A primeira descrição científica da espécie data de 1810, publicada pelo botânico britânico Henry Charles Andrews na sua obra The Botanist’s Repository for new, and rare plants, vol. 10, t. 594. A espécie tem diversos sinónimos taxonómicos, entre os quais Coleus barbatus (Andrews) Benth., designação ainda frequentemente usada comercialmente.
A longa lista de sinónimos taxonómicos inclui:
- Coleus barbatus (Andrews) Benth.
- Coleus coerulescens Gürke
- Coleus forsskaolii (Poir.) Briq.
- Coleus grandis L.H.Cramer
- Coleus kilimandschari Gürke ex Engl.
- Coleus penzigii Dammann ex Baker
- Coleus speciosus Baker f.
- Coleus vestitus Baker
- Germanea forsskaolii Poir.
- Majana forsskaolii (Poir.) Kuntze
- Ocimum asperum Roth
- Ocimum cinereum R.Br.
- Orthosiphon asperus (Roth) Benth. ex Sweet
- Plectranthus asper (Roth) Spreng.
- Plectranthus coerulescens (Gürke) R.H.Willemse
- Plectranthus comosus Sims
- Plectranthus forsskaolii (Poir.) Willd. nom. illeg.
- Plectranthus grandis (L.H.Cramer) R.H.Willemse
- Plectranthus kilimandschari ( Gürke ex Engl.) H.I.Maass
- Plectranthus monadelphus Roxb.
- Plectranthus pseudobarbatus J.K.Morton

A espécie Plectranthus barbatus compreende duas variedades:
- Plectranthus barbatus Andrews var. barbatus.
- Plectranthus barbatus var. grandis (L.H.Cramer) Lukhoba & A.J.Paton

## Etnobotânica
Indicado como analgésico, estimulante da digestão e para combater azias. Quando usado por longos períodos, pode causar irritação gástrica. Seu uso é eficaz no combate a males hepáticos. O boldo deve ser evitado durante a gravidez, pois pode ter propriedades abortivas. Os praticantes da medicina popular consideram que estimula as funções digestivas, aumentando a secreção biliar, e é diurético. Atua sobre o sistema nervoso ocasionando sono e leve torpor, por ser também hipnótico. As folhas de boldo têm demonstrado seu poder curativo em diferentes patologias como problemas gastro-intestinais, espasmos e dispepsia.
A planta é usada na homeopatia no tratamento de desordens digestivas, como laxante, diurético e para todos os tipos de problemas hepáticos.
Na medicina ayurvédica (Ayurveda) espécies de Coleus são usadas para tratar doenças cardíacas, convulsões, dores espasmódicas e dor ao urinar.
Em língua marata a raiz da planta é conhecida por mainmula (माइनमुळा) e especialmente usada para a confecção de pickles. Os pickles assim confeccionados são considerados como capazes de fortalecer o músculo cardíaco. No Quénia a espécie é conhecida por papel higiénico Kikuyu, pois em áreas rurais as suas folhas são usadas para esse fim[carece de fontes?].